# Oberthal (Berne)
Pour les articles homonymes, voir Oberthal.
Oberthal est une commune suisse du canton de Berne, située dans l'arrondissement administratif de Berne-Mittelland.

Photo aérienne (1952)